# Kurt Otto (Politiker, 1903)
Kurt Otto (* 23. April 1903 in Glambach, Kreis Münsterberg, Schlesien; † 13. November 1985 in Elgershausen) war ein deutscher Landwirt und Politiker (NPD).

## Leben
Otto besuchte von 1909 bis 1913 die Volksschule und von 1913 bis 1919 die Oberrealschule, die er mit der Mittleren Reife abschloss. Danach machte er eine landwirtschaftliche Lehre und besuchte die höhere Landbauschule in Schweidnitz, wo er das Examen als staatlich geprüfter Landwirt ablegte. Er arbeitete als Angestellter in landwirtschaftlichen Großbetrieben, 1933 bis 1936 als Amtsvorsteher und Erster Schöffe. 1936 erwarb er als selbstständiger Landwirt einen eigenen 267 Hektar großen Hof in Kutscheborwitz (Kreis Guhrau, Schlesien; ab 1936 Birkenhöhe).
Während des Zweiten Weltkrieges leistete Otto abwechselnd Kriegsdienst und betätigte sich als Kreislandwirt in den besetzten Gebieten.
Nach Kriegsende war Otto bis 1954 selbstständiger Landwirt in Irxleben bei Magdeburg (DDR). 1950 wurde er verhaftet und der Sabotage, Brandstiftung und als „Amerikaagent“ angeklagt, jedoch mangels Beweises freigesprochen. Einer erneuten Verhaftung entzog er sich 1954 durch die Flucht in die Bundesrepublik. Dort ließ sich der politische Flüchtling als Landwirt in Lambsheim im Landkreis Frankenthal (Pfalz) nieder.
Otto verlebte seine letzten Jahre in Burbach-Niederdresselndorf, Kreis Siegen-Wittgenstein, und starb am 13. November 1985 in Elgershausen (Landkreis Kassel).

## Politik
Zum 1. Februar 1932 trat er der NSDAP bei (Mitgliedsnummer 912.656).
Nach seiner Flucht nach Westdeutschland wurde Otto Kreisvorsitzender des Bundes der Vertriebenen in seinem neuen Heimatgebiet.
1964 wurde er als Parteiloser für die Wählergruppe „Otto“ zum Mitglied des Gemeinderates von Lambsheim gewählt. Da die Parteilosen die Mehrheit im Gemeinderat errangen, wurde er zudem zum Ersten Beigeordneten bestellt. Seine Führungsrolle im „Gurkenkrieg“ der pfälzischen Bauern gegen die Liberalisierung der Agrareinfuhrbestimmungen dieser Jahre, die sie als eine Bedrohung ihrer wirtschaftlichen Situation ansahen, hatte ihm eine gewisse Popularität beschert.
1965 trat Otto der 1964 gegründeten Nationaldemokratischen Partei Deutschlands bei und wurde zum zweiten Landesvorsitzenden der NPD Rheinland-Pfalz gewählt. Erster Landesvorsitzender wurde der Winzer Fritz May.
Bei der rheinland-pfälzischen Landtagswahl des Jahres 1967 wurde Otto in den sechsten Landtag Rheinland-Pfalz gewählt, dem er eine Wahlperiode lang bis 1971 angehörte. Otto, der auf dem ersten Listenplatz seiner Partei im Wahlkreis 6 kandidiert hatte, war einer von vier NPD-Kandidaten, denen bei dieser Wahl der Einzug in den Landtag gelang. Während die anderen drei NPD-Abgeordneten gebürtige Rheinland-Pfälzer waren, war Otto der einzige aus dem Milieu der Ostvertriebenen stammende Abgeordnete der radikal rechten Partei. Drei andere in den Landtag gewählte Ostvertriebene gehörten der CDU an.
Im Landtag ergriff Otto im ersten Jahr der 1967 beginnenden Sitzungsperiode kein einziges Mal das Wort im Plenum. Anschließend fehlte er krankheitsbedingt von März 1968 bis zum Jahresende im Parlament.

## Archivarische Überlieferung
Im Bundesarchiv Bayreuth wird im Bestand „Positiv beschiedene Feststellungsakten nach dem Feststellungsgesetz und Reparationsschädengesetz“ eine Akte der Lastenausgleichsbehörden verwahrt, die den Lastenausgleich für den materiellen Schaden durch die Enteignung von Ottos landwirtschaftlichem Besitz im Kreis Guhrau nach Ende des Zweiten Weltkrieges zum Inhalt hat (ZLA 1/16020775).